# Лохгол ФК
ФК „Лохгол“ (на английски: Loughgall Football Club)  е северноирландски футболен отбор от едноименното село, в графство Арма. Шампион в Чемпиъншип за 2022/23 и преминаване в Премиер лигата след 17 години прекъсване, 2010 година. Тогава обаче Северноирландската федерация по футбол не дава лиценз на клуба. Сега обаче това става реалност. Според последното преброяване през 2011 година в селото живеят 282 жители. По този показател село Лохгол ще стане най-малкото селище с представител в елита на Европа. До тоз имомент първенец беше Стреймнес където играе местния ЕБ/Стреймур от Фарьорските острови с 334 жители. Той дори става шампион през 2008 и 2012 години и е още 4-кратен носител на местната купа.
Клубът е основан през 1967 година. Намира се в село Лофгол недалеко от Арма, столицата на едноименното графство. Домакинските си мачове играе на стадион „Лейквю Парк“ с капацитет 3 000 зрители. Това е с десет пъти повече от населението на Лохгол. През 2004 година клубът влиза за пръв път в Премиер лигата, но отново се връща във второто ниво през 2007.
През 2018 „Лохгол“ побеждава „Глеванон“ с резултат 2:1 и за пръв път от 1997 година достига до 1/2 финал в Купата на Ирландия.
Кийт Киърни се явява най-младия играч в клуба, вкарал гол в официален мач: той вкарва в 4 кръг от Купата на Ирландия срещу Тандраги Роувърс. Киърни влиза като смяна в 68-та минута и вкарва гол в 77-та, на възраст 14 години и 187 дни.

## Успехи
- Купа на Ирландия
  - 1/2 финалист (2): 1996/97, 2017/18
- Първа дивизия/Чемпиъншип
  - Победител (7): 1994/95, 1995/96, 1996/97, 1997/98, 2003/04, 2007/08, 2009/10, 2022/23
- Купа на Мид-Ълстър
  - Носител (3): 2003/04, 2007/08, 2019/20
- Ирландска Междурегионална купа
  - Носител (2): 1997/98, 2007/08
- Купа Боб Радклиф
  - Носител (12): 1978/79, 1996/97, 1998/99, 1999/00, 2001/02, 2002/03, 2003/04, 2007/08, 2008/09, 2009/10, 2012/13, 2014/15